# Новосілки (Правдинський район)
Новосілки (рос. Новоселки) — селище Правдинського району, Калінінградської області Росії. Входить до складу Желєзнодорожного міського поселення.
Населення — 109 осіб (2015 рік).

## Населення
| 2002 | 2010 |
| ---- | ---- |
| 149  | ↘109 |